# Rosa Lavín
Lavín  Ibarra est un nom espagnol. Le premier nom de famille, en général paternel, est Lavín ; le second, en général maternel, souvent omis, est Ibarra.
Pour les articles homonymes, voir Lavin (homonymie).
 (mai 2025).
Rosa María Lavín Ibarra, née le 4 novembre 1973 à Sestao, est une dirigeante d'entreprise et femme d'affaires espagnole, présidente de la Confédération des Entreprises Coopératives du Pays basque depuis 2015, le tissu entrepreneurial basque de l'économie sociale, étant la première femme à occuper ce poste et la première femme à diriger une organisation entrepreneuriale patronale au Pays basque et l'une des premières dans toute l'Espagne,.
Elle a précédemment été présidente de la Fédération des Entreprises Coopératives du Pays basque (ERKIDE), étant également la première femme à occuper ce poste,,.
Elle est également présidente du Réseau Basque d'Économie Sociale (EGES) depuis 2015, la plateforme qui rassemble toutes les entreprises de l'économie sociale du Pays basque,.
En plus, elle est membre du conseil d'administration de l'association patronale espagnole Confédération Espagnole des Entreprises de l'Économie Sociale (CEPES), en tant que membre de son conseil d'administration,.
Elle est également directrice financière (CFO) et vice-présidente du conseil d'administration du Grupo SSI et présidente du conseil d'administration de la filiale Grupo SSI Silver Hub, entre autres postes au sein de l'entreprise,.
Elle est membre du Groupe de travail "Femmes Leaders de l'Économie Sociale" lancé en 2023 par la deuxième vice-présidente et ministre du Travail et de l'Économie sociale du Gouvernement de l'Espagne, Yolanda Díaz,,.

## Biographie
Issue d'une famille modeste, elle est née à Sestao en 1973. Elle a étudié au Colegio Amor Misericordioso de Sestao, une école privée catholique basque appartenant à la Congrégation des Servantes de l'Amour miséricordieux.
Il a étudié l'économie et la gestion d'entreprise à l'Université du Pays basque. Il a ensuite obtenu un diplôme de troisième cycle en économie sociale, entreprises coopératives et entreprises de travailleurs, également à l'Université du Pays basque,. Il a également complété le programme exécutif en gestion financière (PEDF) à la Deusto Business School de l'Université de Deusto.
Étroitement liée au monde des affaires basque, elle s'est consacrée dès son plus jeune âge au monde des affaires, en se concentrant sur les sociétés coopératives et les sociétés de capital et d'investissement, ainsi que sur la gestion économique et financière (CFO) de plusieurs entreprises, siégeant également à des conseils d'administration (entre autres, Eroski dans la Corporation Mondragon, des sociétés de capital-risque et des sociétés de capital d'amorçage) et également en tant que liquidatrice de sociétés.
En 1998, elle a commencé à travailler pour le groupe d'affaires SSI Group. Elle est actuellement directrice économique et financière (CFO), directrice et vice-présidente du conseil d'administration de la société SSI Group. Elle est également présidente du conseil d'administration de la filiale Grupo SSI Silver Hub S. Coop. depuis 2018. Elle est également administratrice des sociétés Elkar-Lan, de la société de capital d'amorçage HAZIBIDE et de la société de capital-risque SEED CAPITAL o.
Sa plus grande notoriété est venue du domaine des organisations commerciales. Membre de divers syndicats et fédérations d'entreprises de l'économie sociale, elle a été élue en 2019 présidente de la Fédération des coopératives du Pays basque (ERKIDE), étant la première femme à occuper ce poste. En 2020, ERKIDE a rejoint la Confédération des entreprises coopératives du Pays basque.
De plus, depuis 2015, Lavín est président du Réseau Basque d'Économie Sociale (EGES), la plateforme qui rassemble toutes les entreprises d'économie sociale du Pays basque et qui est composée de la Confédération des Entreprises Coopératives du Pays basque, de l'Association des Sociétés du Travail du Pays basque (ASLE), des Centres Spéciaux d'Emploi du Pays basque (EHLABE), du Réseau d'Économie Alternative et Solidaire (REAS EUSKADI), des Entreprises d'Insertion Sociale du Pays basque (GIZATEA) et de la Confédération Basque des Fondations (FUNKO),,,.
Lavín a également étudié la musique et le piano au Conservatoire de musique de Sestao, puis au Conservatoire de musique de Bilbao, où il a étudié le piano, qu'il a combiné avec ses études universitaires, qui étaient dans sa famille puisque sa sœur et sa mère sont également pianistes (sa mère joue de l'orgue de l'église et est membre de la chorale paroissiale).

## Présidente de la Confédération des Entreprises Coopératives du Pays basque
En 2015, Lavín a été élue présidente de la Confédération des Entreprises Coopératives du Pays basque (KONFEKOOP), la confédération basque des entreprises d'économie sociale, devenant ainsi la première femme à occuper ce poste depuis sa création en 1996.

De cette façon, il préside l'une des deux organisations patronales du patronat basque, avec la Confédération des Entreprises basques (ConfeBask), qui comprend différentes entreprises, des entités bancaires aux sociétés de crédit, en passant par les sociétés de travail, les entreprises de travail associé et autres, parmi lesquelles la plus grande est la Corporation Mondragon,,.

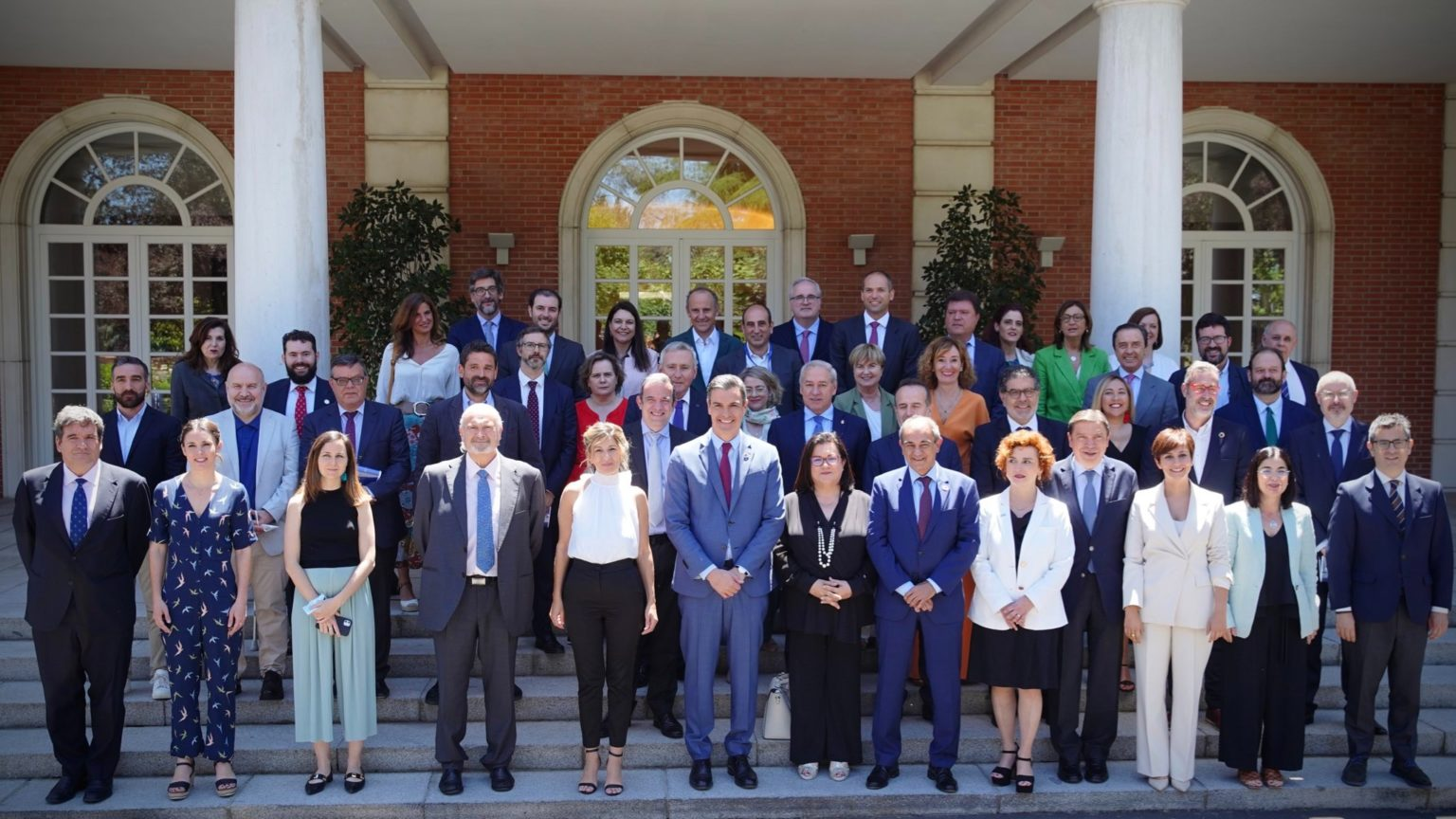
Présentation du PERTE pour les entreprises au Palais de la Moncloa (Madrid, 2022). Au premier rang : José Luis Escriva, Ione Belarra, Yolanda Díaz, Pedro Sánchez, Patro Contreras, Juan Antonio Pedreño, Rosa Lavín, Luis Planas, Isabel Rodríguez et Félix Bolaños.

En tant que présidente, elle est responsable des relations avec le Gouvernement basque et d'autres associations d'entreprises, faisant partie des relations de dialogue social, tant au Pays basque qu'en Espagne, avec la Confédération Espagnole des Entreprises de l'Économie Sociale (CEPES),,,,.
Il est apparu à plusieurs reprises au Parlement basque, notamment lors de la rédaction de la nouvelle loi coopérative de 2019,, il est membre du Conseil supérieur des coopératives d'Euskadi et d'autres conseils et commissions économiques et patronales du gouvernement basque,.
Cependant, il a acquis une grande notoriété dans le monde des affaires, à la fois basque et espagnol,,,,.
En 2022, lors de la présentation du PERTE pour les entreprises au Palais de la Moncloa, aux côtés de Pedro Sánchez, Nadia Calviño et Yolanda Díaz, il a défendu la participation des entreprises coopératives à l'élaboration des politiques publiques,.
Elle est également membre du conseil d'administration de l'association patronale espagnole Confederación Empresarial Española de la Economía Social (CEPES),.
Elle est membre du Groupe de travail des femmes leaders de l'économie sociale, un groupe lancé en 2023 par la deuxième vice-présidente et ministre du Travail et de l'Économie sociale du gouvernement espagnol Yolanda Díaz, un groupe de 26 femmes leaders de l'économie sociale pour la mise en œuvre des avancées en matière d'égalité des sexes dans l'économie sociale,.
En 2015, lorsqu'elle est nommée présidente de l'association patronale basque des entreprises de l'économie sociale, elle devient la première femme à diriger une organisation patronale au Pays basque et également l'une des premières femmes à diriger une association patronale en Espagne.
Parmi les premières femmes à assumer la présidence d'une association patronale en Espagne figurent Carmen Moreno à Séville en 2017 à la tête de l'ASCONSE, Ana Correa à Murcie en 2019 à la tête du COEC, Tamara Yagüe à Vizcaya en 2020 à la tête du FVEM, María Jesús Lorente Ozcariz à Saragosse en 2021 à la tête du Cepyme Zaragoza et Carolina Pérez Toledo à Biscaye en 2021 à la tête de Cebek.

## Vie privée
Réside actuellement à Sestao. Elle est mariée et a deux enfants.

## Prix et reconnaissances
- 2023, Sélectionnée comme l'une des femmes leaders de l'économie sociale en Espagne par le ministère du Travail et de l'Économie sociale[46],[47]